# Capellanía
Capellanía is een deelgemeente (corregimiento) van de gemeente (distrito) Natá in de provincie Coclé in Panama. In 2015 was het inwoneraantal 5500.